# شارل تامبوئون
شارل تامبوئون (فرانسوی: Charles Tamboueon‎; ۶ دسامبر ۱۹۳۹ – ۱۸ مارس ۲۰۱۳) بازیکن فوتبال اهل فرانسه بود.
وی همچنین در تیم‌های ملی فوتبال کالدونیای جدید و فرانسه بازی کرده‌است.